# Prevajalci brez meja
Prevajalci brez meja je neprofitna organizacija s ciljem, nuditi prevajalne storitve za humanitarne ne-profitne namene. Ustanovljena je bila leta 2010 kot sestrska organizacija Traducteurs Sans Frontières, ki sta jo leta 1993 ustanovila Lori Thicke in Ros Smith-Thomas / Lexcelera. Leta 2012 je na voljo okoli 1600 preverjenih prostovoljnih prevajalk in prevajalcev. Cilj Prevajalcev brez meja je služiti kot most čez medjezikovni prepad  in (ob podpori prostovoljcev iz skupnosti poklicnih prevajalcev) neprofitnim humanitarnim organizacijam nuditi zmogljivosti na lokalni ravni.
Organizacija dela za humanitarne in neprofitne organizacije, ki potrebujejo za svoje delo prevode originalne informacije. Nekatere od teh skupin so Zdravniki Brez Meja, Medecins du Monde, UNICEF, Oxfam, Handicap International, Rdeči križ. Tako Prevajalci brez Meja prevajajo poročila, pomembna zdravstvena obvestila in materiale za odziv na krize po svetu, kot so Burundi, Liberija in Grčija. Organizacija prevaja na milijone besed na leto. Doslej so Prevajalci brez meja je podarili več kot 43 milijonov prevedenih besed, ki niso dobička, kar pomeni za nevladne organizacije več $9 milijonov sproščenih sredstev.